# Céline Drezet
Céline Drezet (* 2. Dezember 1979) ist eine frühere französische Biathletin.
Céline Drezet startete erstmals international bei den Junioren-Weltmeisterschaften 1998 in Jericho, wo sie Neunte des Einzels und 33. des Sprints wurde. 1999 wurde sie in Pokljuka 12. des Einzels, Fünfte des Sprints, 20. der Verfolgung und verpasste mit Sandrine Bailly und Isabelle Poletti im Staffelrennen als Viertplatzierte knapp eine Medaille. In der Saison 1999/2000 kam Drezet in Todtnau bei einem Europacup-Einzel hinter Sylvie Becaert und Miriam Bauer auf den dritten Platz und damit erstmals auf einen Podestplatz. Höhepunkt der Saison wurden die Biathlon-Europameisterschaften 2000 in Kościelisko. Drezet wurde im Einzel 14. kam im Sprint auf den 21. Platz und erreichte im Verfolgungsrennen den 24. Rang. Es folgte 2000 das Debüt im Biathlon-Weltcup. In Pokljuka wurde die Französin 76. eines Sprintrennens. Besonders erfolgreich verlief die Saison im Europacup. Drezet wurde zweimal Zweite und dreimal Dritte und wurde hinter Sabrina Buchholz und Sabine Flatscher Dritte der Gesamtwertung. Dadurch qualifizierte sie sich nochmals für ein Sprintrennen zum Saisonfinale am Holmenkollen in Oslo im Weltcup, bei dem sie 61. wurde und damit nur um einen Rang das Verfolgungsrennen verpasste. Höhepunkt der Saison wurden erneut die Europameisterschaften, die in Haute-Maurienne ausgetragen wurde. Drezet belegte sowohl im Sprint als auch in der Verfolgung achte Plätze. Auch in der Saison 2001/2002 erreichte sie in Gurnigel bei einem Sprint hinter Julie Carraz mit Rang zwei eine Podestplatzierung. Nach der Saison trat sie international nicht mehr in Erscheinung.

## Biathlon-Weltcup-Platzierungen
Die Tabelle zeigt alle Platzierungen (je nach Austragungsjahr einschließlich Olympische Spiele und Weltmeisterschaften).
- 1.–3. Platz: Anzahl der Podiumsplatzierungen
- Top 10: Anzahl der Platzierungen unter den ersten zehn (einschließlich Podium)
- Punkteränge: Anzahl der Platzierungen innerhalb der Punkteränge (einschließlich Podium und Top 10)
- Starts: Anzahl gelaufener Rennen in der jeweiligen Disziplin
- Staffel: inklusive Mixed- und Single-Mixed-Staffeln

| Platzierung         | Einzel | Sprint | Verfolgung | Massenstart | Staffel | Gesamt |
| ------------------- | ------ | ------ | ---------- | ----------- | ------- | ------ |
| 1. Platz            |        |        |            |             |         |        |
| 2. Platz            |        |        |            |             |         |        |
| 3. Platz            |        |        |            |             |         |        |
| Top 10              |        |        |            |             |         |        |
| Punkteränge         |        |        |            |             |         |        |
| Starts              |        | 2      |            |             |         | 2      |
| Stand: Karriereende |        |        |            |             |         |        |